# Secodontosaurus
Secodontosaurus é um gênero de pelicossauro do Permiano Inferior da América do Norte.

## Espécies
- Secodontosaurus willistoni Romer, 1936
- Secodontosaurus obtusidens (Cope, 1878)